# شستر (بلژیک)
شهر شستر (به فرانسوی: Chastre) در شهرستان نیول  در استان اوئلون بربان  در منطقه فدرال والوون در کشور بلژیک واقع شده‌است.